# Bazna, Sibiu
Bazna (în germană Baaßen, în maghiară Bázna) este satul de reședință al comunei cu același nume din județul Sibiu, Transilvania, România. Se află în partea de nord-vest a județului, în Podișul Târnavelor.

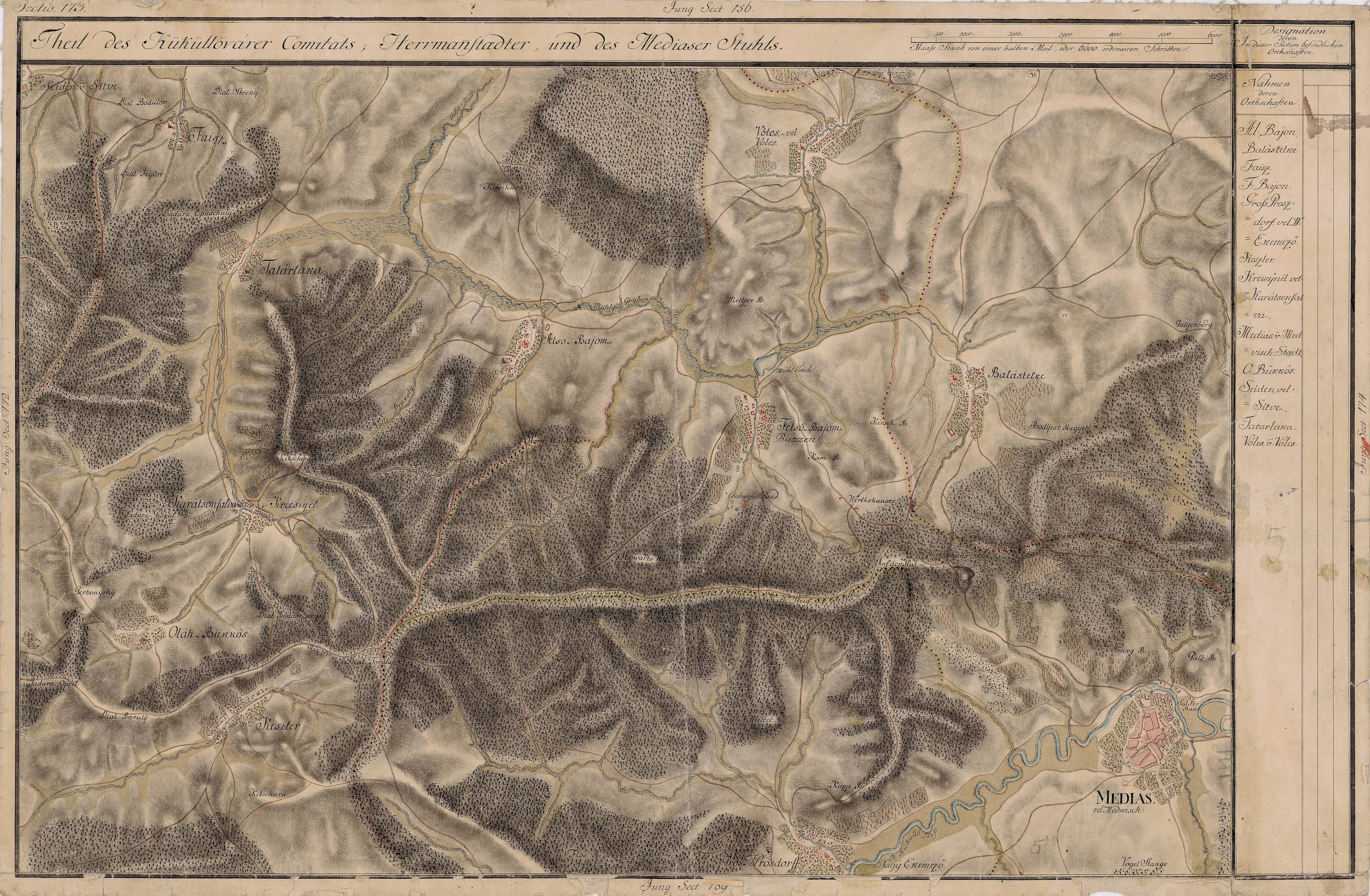
Bazna pe Harta Iosefină a Transilvaniei, 1769-1773

## Date geografice
Bazna este situată în nordul județului Sibiu, în apropierea limitei cu județul Alba și județului Mureș într-o regiune deluroasă, cu altitudinea medie de 320 m.
Distanța față de cele mai importante orașe este:
- Mediaș la 18 km
- Târnăveni la 22 km

Acces rutier: pe DN14A până în comuna Blăjel, Sibiu, de unde se virează către comună, aflată la 4 km de Blăjel.

## Istoric
Pe teritoriul acestui sat, la locul numit Lempeș, au fost descoperite urmele unei așezări neolitice și fragmente de ceramică pictată. În aceeași zonă a fost descoperit în secolul al XIX-lea un depozit de bronzuri din prima epocă a fierului, cu vase și circa 100 săgeți cu vârf de tip scitic. Localitatea este menționată pentru întâia dată în 1271, an în care regele Ștefan al V-lea al Ungariei a încheiat o tranzacție cu „greavul Bozouch, fiul lui Inok” (Inok era numele pe care popoarele turcice le dadeau vlahilor), din satul Bazna, care se afla pe Valea Morii, dar mai spre vest, către localitatea Boian.
Localitatea Bazna apare atestată documentar în 18 februarie 1302. Prin actul autentic încheiat la acea dată capitulul Episcopiei de Oradea, ca loc de adeverire, a confirmat că greavul Bozouch a donat localitatea denumită Bazna către capitulul Episcopiei Catolice de Alba Iulia: Villa Bozna vocata in comitatu de Kukullu inter fluvios Kukullu existens. Localitatea nu a rămas pentru multă vreme ca posesiune a capitului din Alba Iulia. În anul 1359 Bazna este atestată împreună cu Velțul ca așezare liberă din Scaunul Mediașului.
Rudolf Rothens, în lucrarea Memorabilae Europae, amintește de Bazna prin apele minerale care se găsesc în această localitate în (1749), iar dr. Klaus, în studiul Izvoare tamaduitoare din monarhia austriaca, se referă la binefacerea apelor din Bazna.
În evul mediu a făcut parte din comitatul Târnava Mică, iar în perioada interbelică a făcut parte din plasa Diciosânmartin în cadrul județului Târnava Mică.
Localitatea este renunumită și pentru rasa de porci care poartă numele localității.

## Toponimie
Localitatea este numită în dialectul săsesc Bassen, Bâssn, Baussn. În maghiară este atestată și ca Felsőbajom, Bajom. Variantele în română sunt Boianul de Sus, Basna, Basna de Sus.

## Demografie
La recensământul din 1930 au fost înregistrați 1.776 locuitori, dintre care 1.149 germani, 348 români, 238 țigani, 38 maghiari ș.a. Sub aspect confesional populația era alcătuită din 1.141 evanghelici-luterani, 575 greco-catolici, 24 romano-catolici, 19 reformați (calvini), 12 ortodocși și 5 unitarieni.
La recensământul din 2002 au fost înregistrați 3.911 locuitori, dintre care 2.576 români, 1.170 țigani, 136 maghiari, 26 germani.

## Biserica evanghelică-luterană
Biserica evanghelică-luterană a fost ridicată probabil în a doua jumătate a secolului al XIV-lea, așa cum pare a indica inscripția  O REX GLORIAE VENI  (O, Rege al Gloriei, vino !) de pe unul dintre clopote,  scrisă cu  majuscule gotice.

## Fortificația
În mijlocul așezării a fost construită o cetate fortificată cu palisade. E vorba de o cetate țărănească cu biserica în incintă, din secolul al XV-lea. Incinta are un traseu aproximativ circular și avea inițial trei turnuri. La sfârșitul secolului al XIX-lea înălțimea inițială acurtinei, de aproximativ 7-8 metri, a fost redusă la 2-3 metri.

## Obiective turistice
- Stațiunea balneară Bazna. Valoarea curativă a izvoarelor minerale de la Bazna era cunoscută încă din secolul al XVIII-lea. Andreas Gaspari le consacră între 1762-1779 studii care au stat la baza cercetărilor ulterioare. Despre izvoarele sărate și despre stațiunea balneară de la Bazna relatează detaliat František Pošepný în lucrarea sa publicată anul 1871[10]. În anul 1814 Biserica evanghelică-luterană a preluat lacurile minerale, hotărând construirea unui așezământ balnear. În 1843 o societate pe acțiuni din Mediaș a început exploatarea sistematică a băilor. Din anul 1949 Băile Bazna au fost trecute în administrarea Ministerului Sănătații, devenind stațiune balneo-climaterică, cu caracter permanent.

- Monumentul Eroilor Români din al Doilea Război Mondial este amplasat în parcul din centrul civic al comunei Bazna. Opera comemorativă, în formă de obelisc, a fost ridicată în 1956, în memoria eroilor români care au murit în al Doilea Război Mondial. Este construit din cărămidă, fiind împrejmuită cu stâlpi metalici, uniți cu lanțuri. Pe monument sunt inscripționate cuvintele ‚,CINSTE EROILOR NOȘTRI“.

## Galerie de imagini

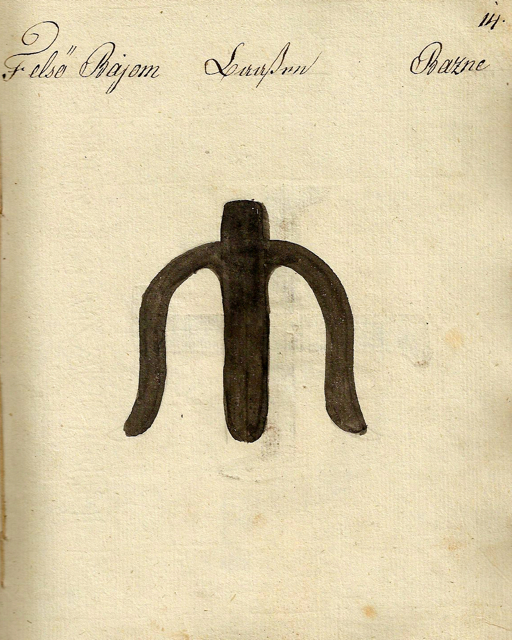
Danga pentru vitele din Bazna (1826)
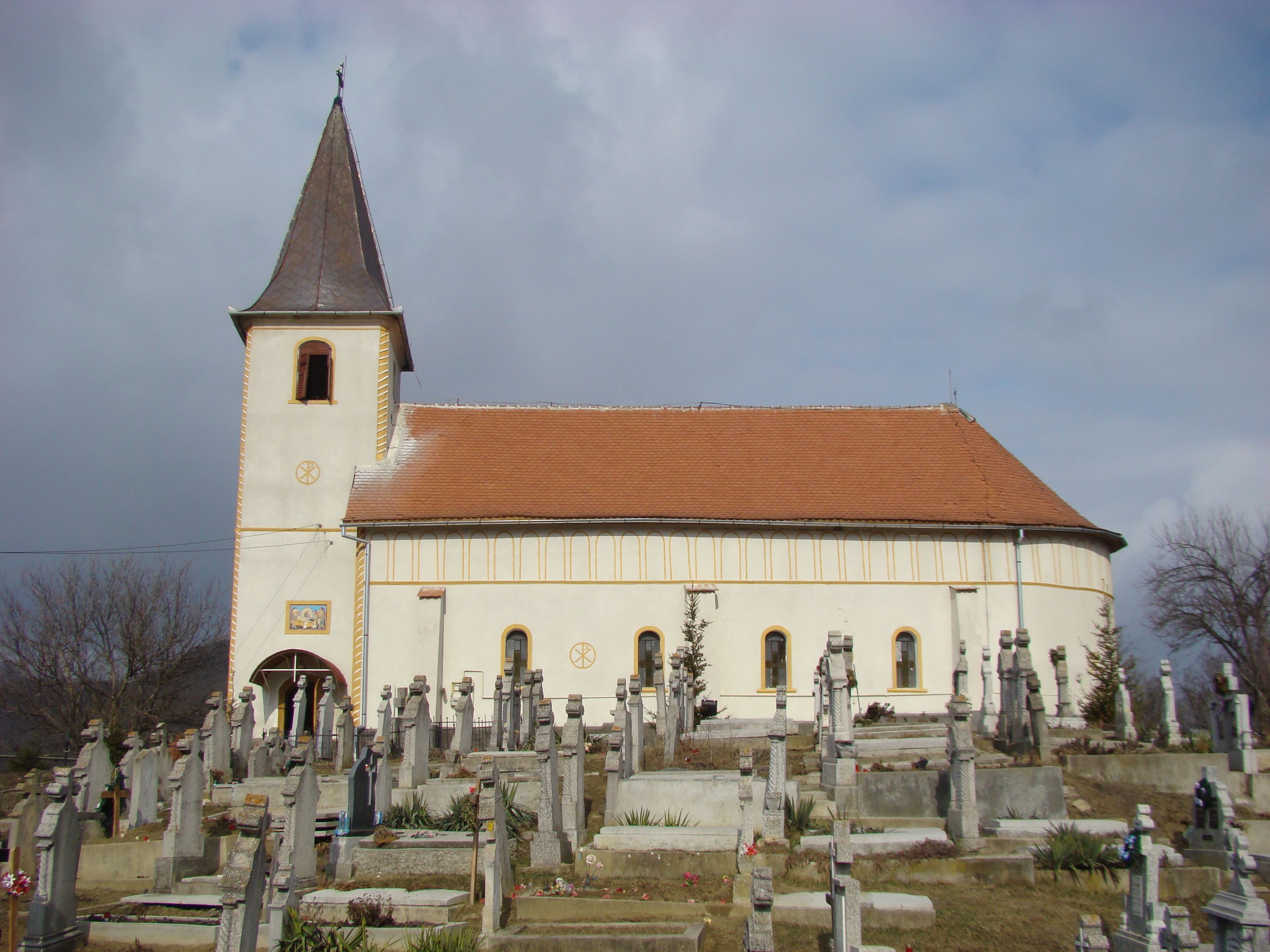
Biserica „Adormirea Maicii Domnului” (1837)
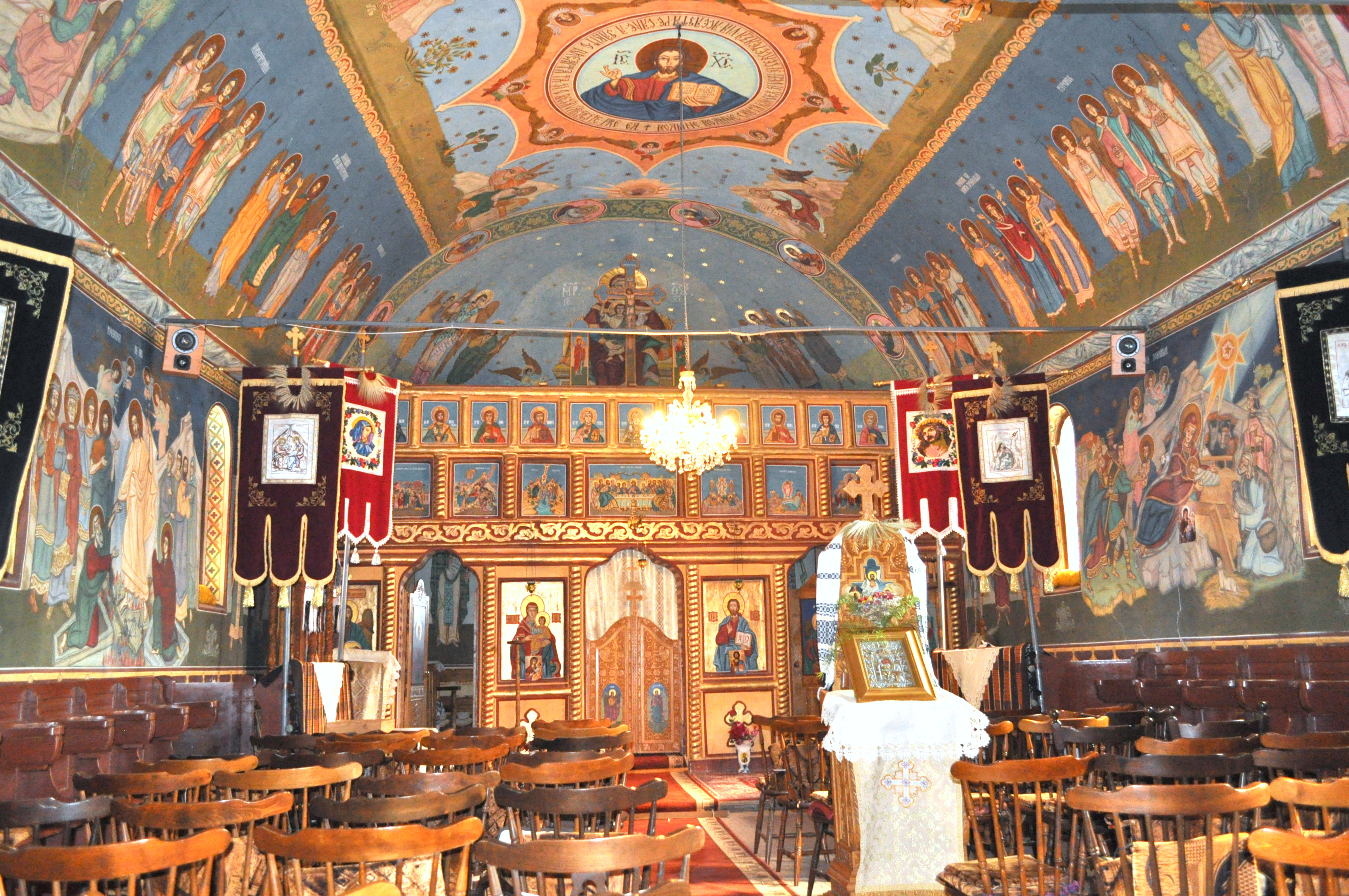
Biserica „Adormirea Maicii Domnului” (interior)
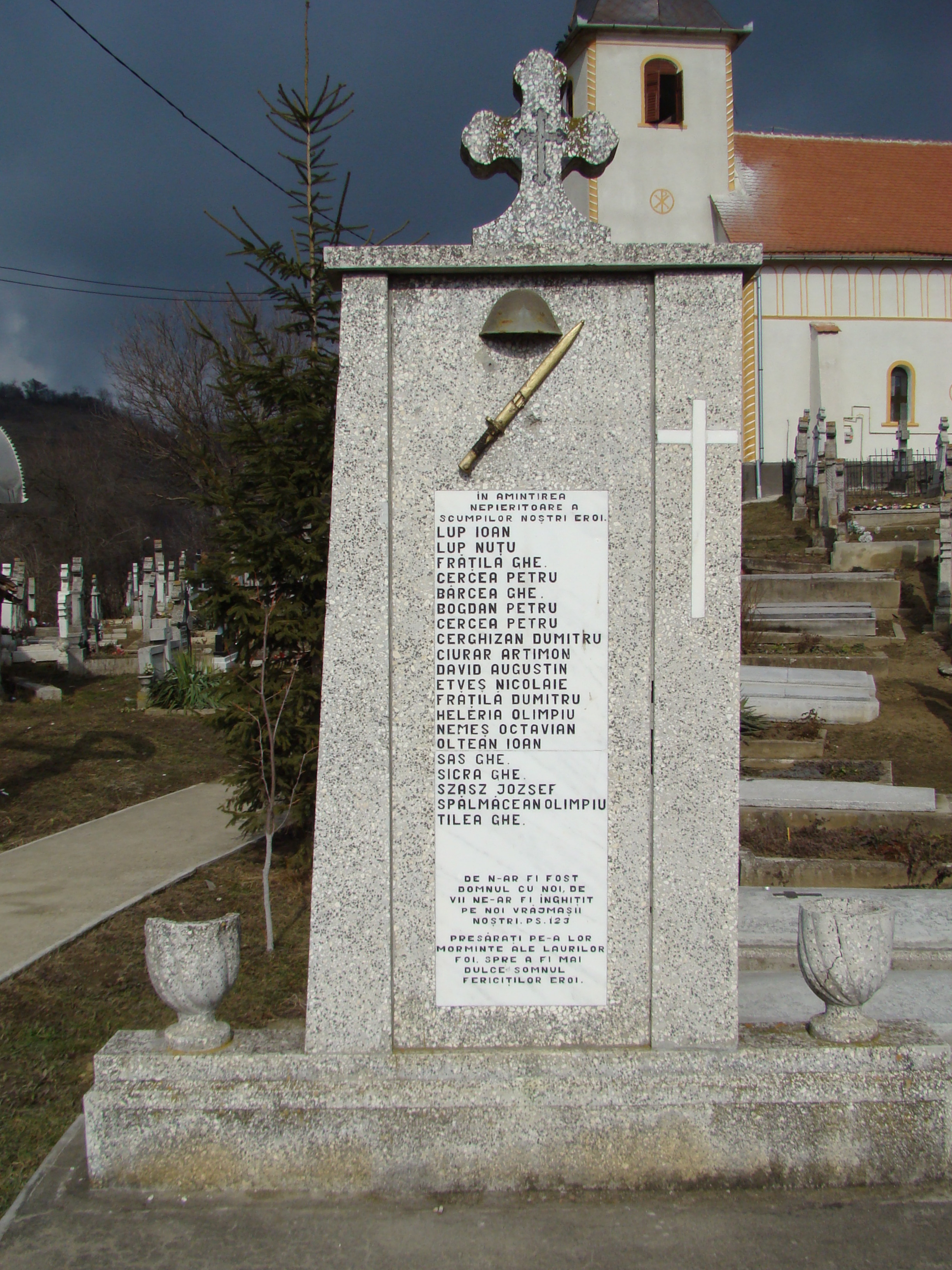
Monumentul Eroilor
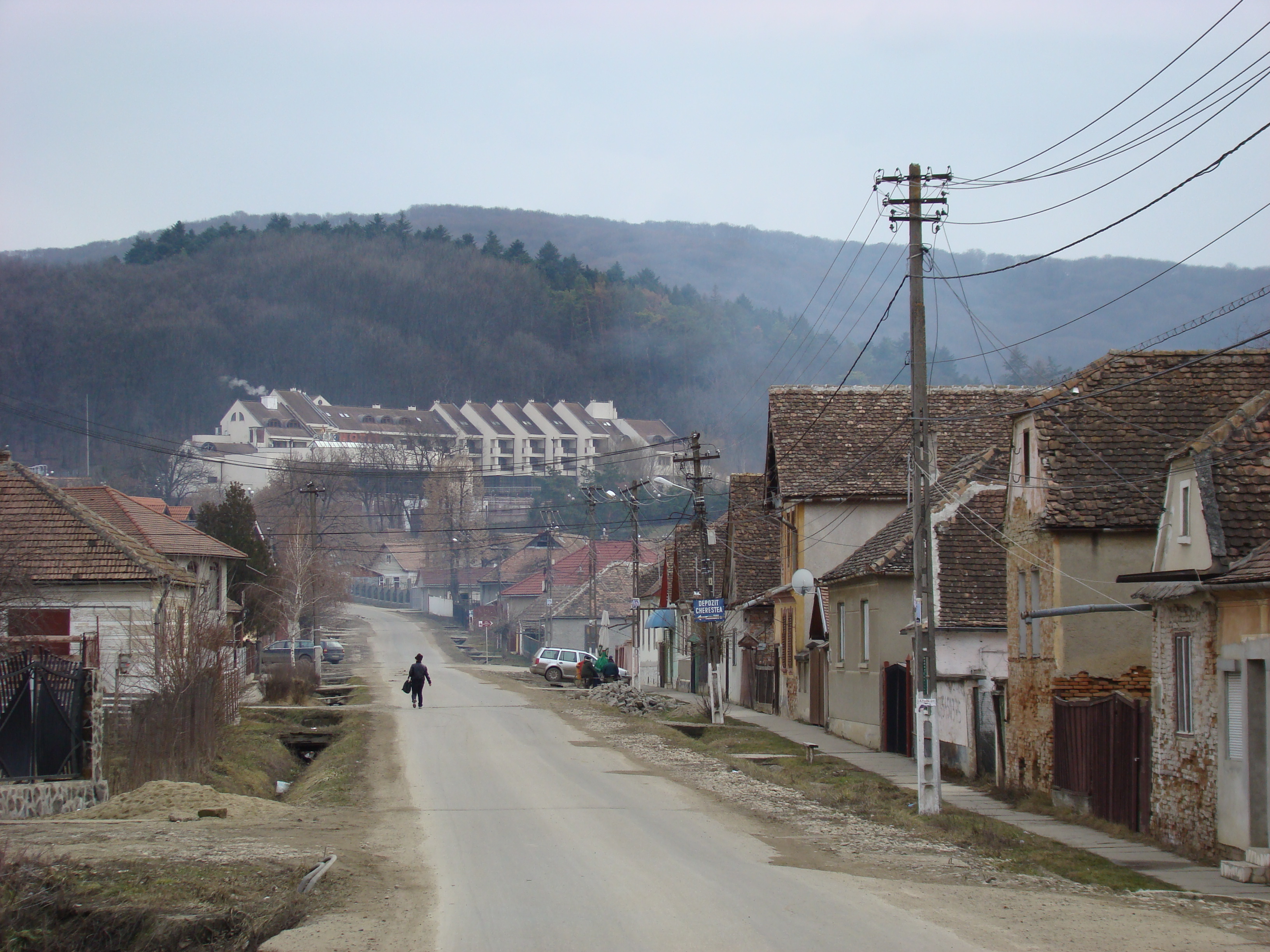
Drumul spre Complexul Balnear Expro
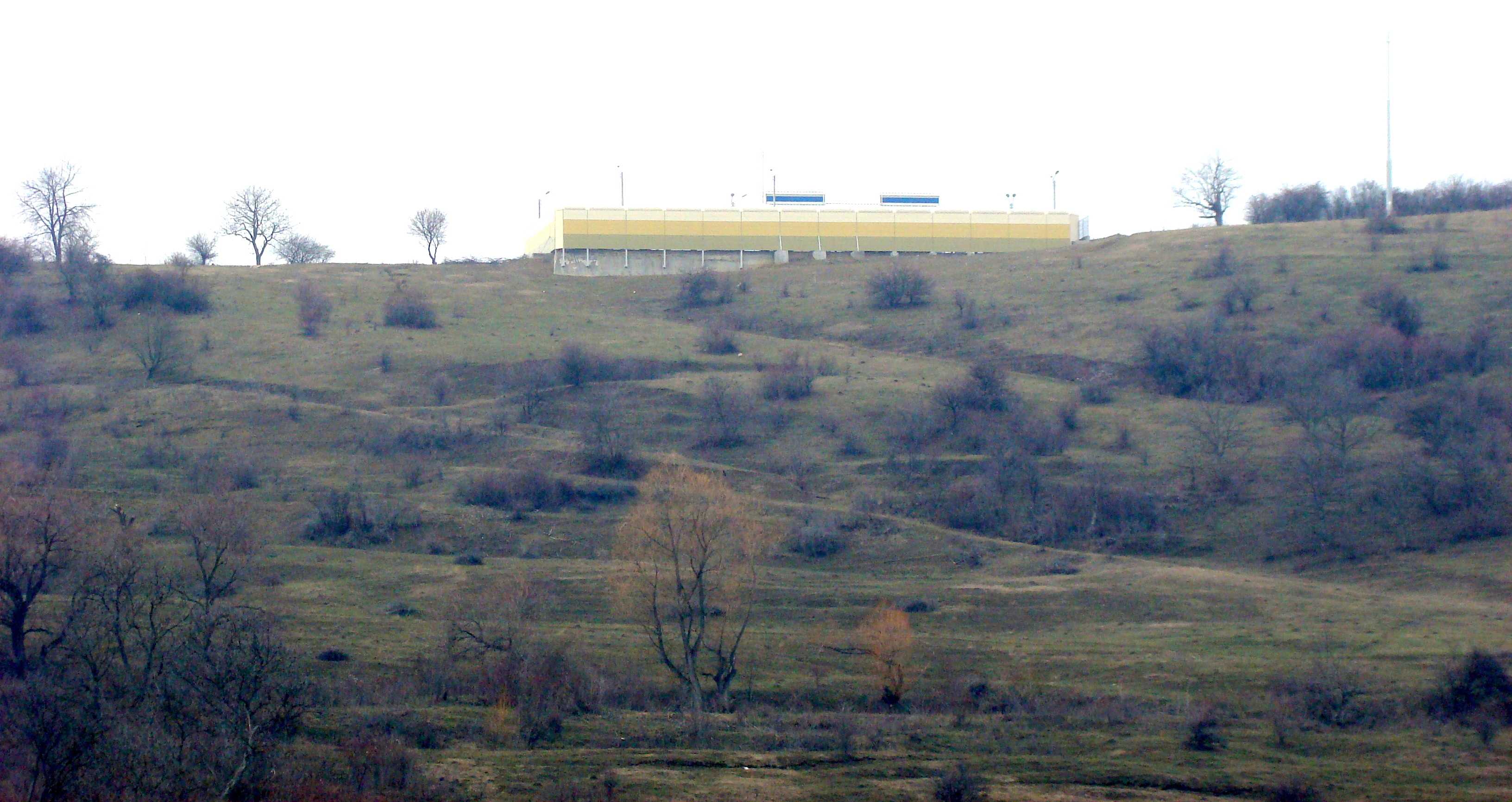
Stația de pompare a gazului metan
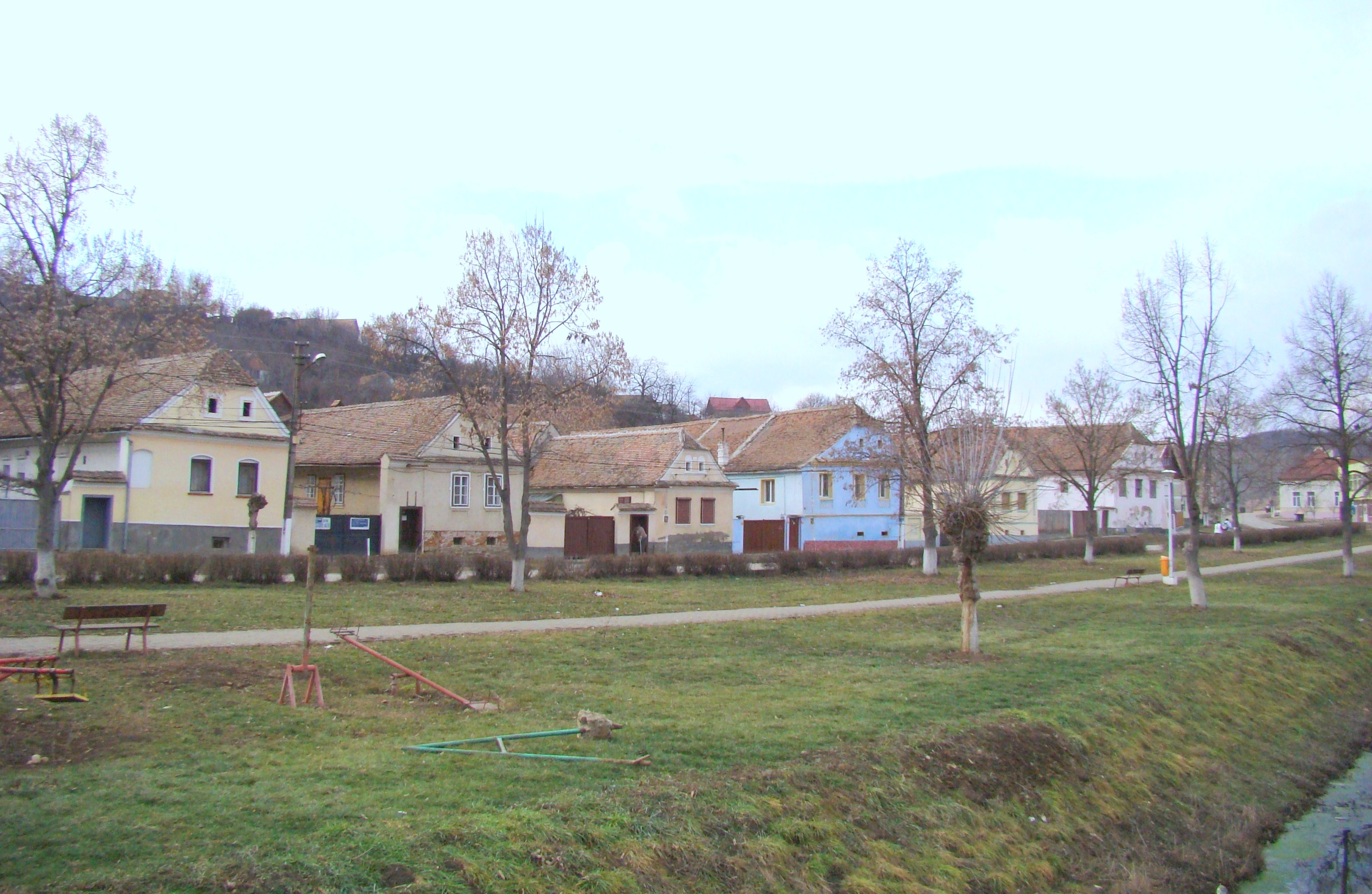
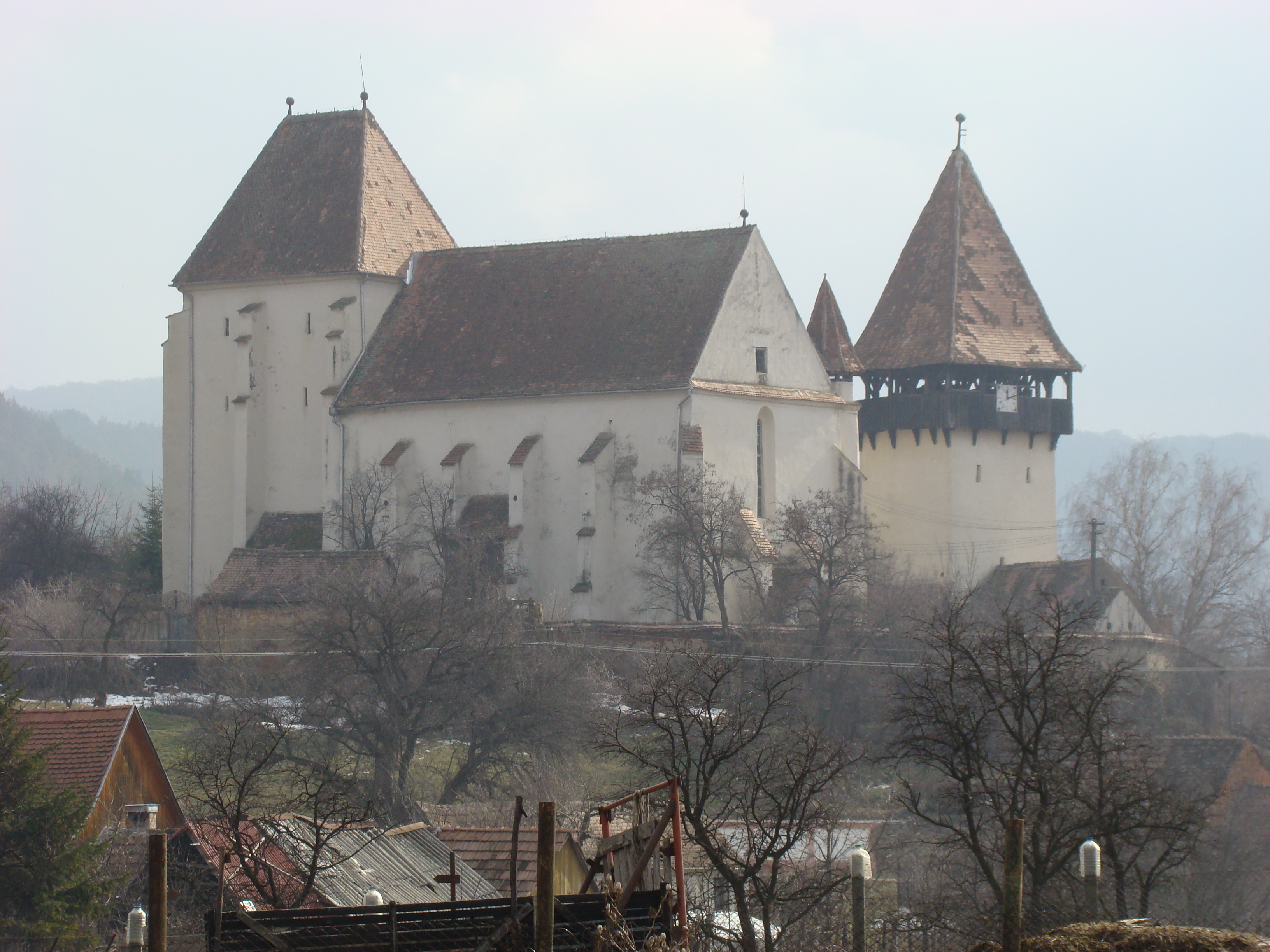
Biserica evanghelică-luterană